# 开化党
开化党，別称独立党，是朝鮮王朝末期的一个政治派别。
1870年代，由于受日本明治維新影響，以朝鮮宮廷内的青年貴族官僚（两班）为中心形成开化党，主张朝鲜与日本联合，摆脱清朝控制，走自主独立的近代化道路。1882年壬午軍乱以後，和主张維持藩屬与联合的保守事大党对立。1884年，以金玉均、朴泳孝、洪英植为中心，在日本援助下发动甲申政变掌握政權。3天后由于清朝介入而失敗。金玉均、朴泳孝流亡日本，洪英植被杀。1894年甲午战争時参加親日政權，1895年被親俄派赶下台。

## 关連項目
- 明成皇后
- 乙未事变
- 独立协会